# Beehive (Wellington)

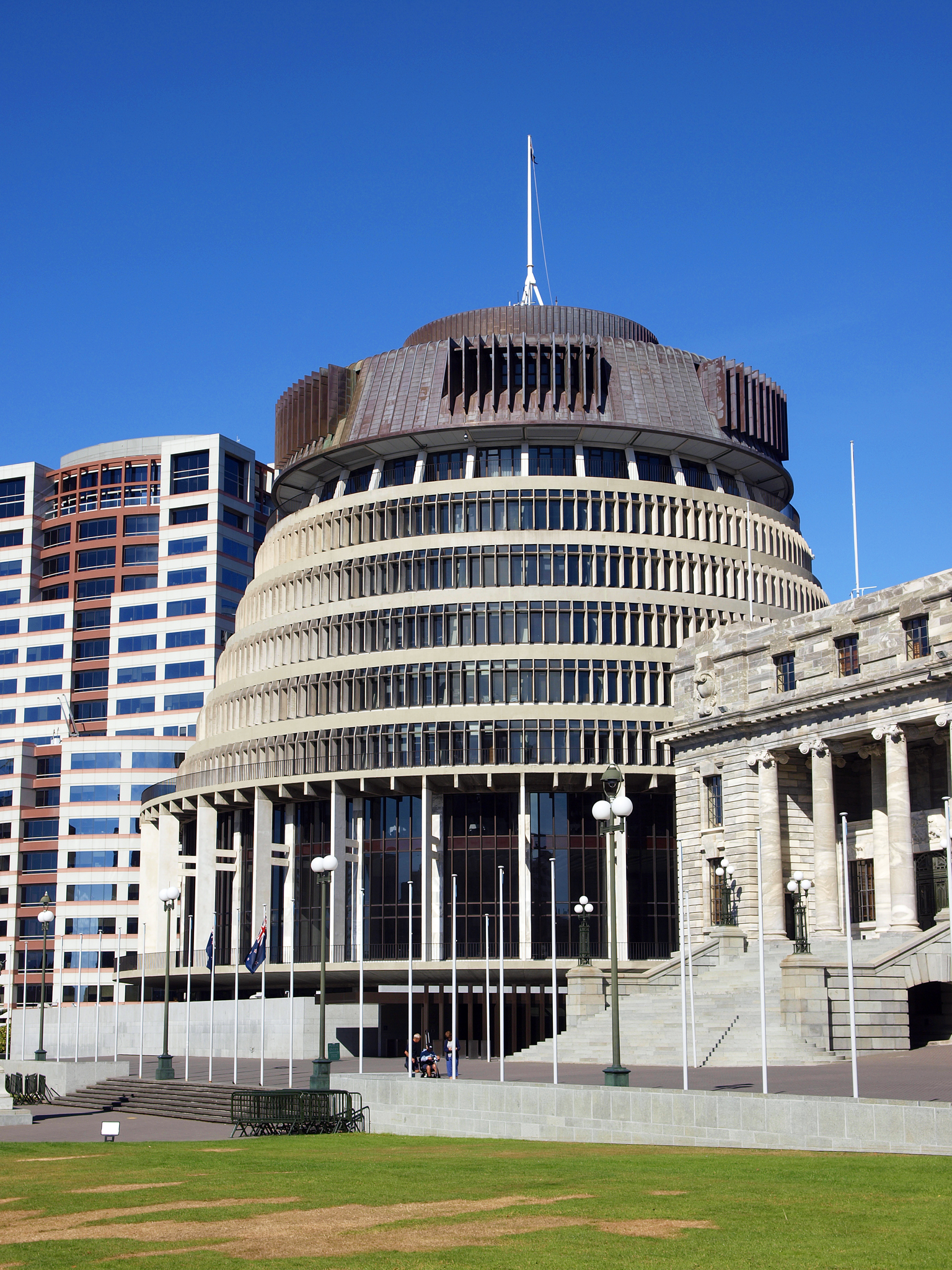
Beehive (in mehreren Abschnitten zwischen 1969 und 1979 erbaut)

Beehive ist der Spitzname und allgemein gebräuchliche Name des Teils der neuseeländischen Parlamentsgebäude, in dem sich die Büros des Prime Ministers und der Minister des Kabinetts befinden und das Kabinett seine Sitzung abhält.

## Das Gebäude
Das Beehive, das in mehreren Abschnitten von 1969 bis 1979 erbaut wurde, ist 72 Meter hoch und besitzt 14 Etagen, zehn oberirdisch und vier als Kellergeschosse ausgeführt. Der Sockel des Gebäudes ist rechteckig ausgeführt und misst 83 mal 64 Meter. Der Rundbau hat unten einen Durchmesser von rund 55 Meter und verjüngt sich nach oben bis auf 31 Meter an der Kuppel. Ein unterirdischer Gang verbindet das Gebäude mit dem Bowen House, in dem Mitglieder des Parlamentes und die Minister ihre Büros haben. In der Eingangshalle, dem Foyer, befindet sich das Besucherzentrum, während in der ersten Etage die Banquet Hall, als größter Raum im gesamten Parlamentsgebäudekomplex zu finden ist. Die Halle ist für Staatsbankette mit bis zu 300 Personen ausgelegt.
Ganz oben im 10. Geschoss des Gebäudes befinden sich die Büros des Prime Ministers. Hier tagt auch das Regierungskabinett. Auf den Ebenen neun und acht arbeiten die Regierungsbeamten und von der Etage sieben hinunter zur Etage vier haben die Minister mit ihren Angestellten ihre Büros.
In den Kellergeschossen hat das National Crisis Management Centre (Nationales Krisenmanagementzentrum) seinen Sitz, mit einem Bunker und allen für eine Krisensituation notwendigen Einrichtungen. Auch der Parlaments-Catering-Service befindet sich hier.

## Geschichte
In den 1960er Jahren wurde im neuseeländischen Parlament die Frage nach der Erdbebensicherheit der Parlaments- und Regierungsgebäude gestellt, ebenso wie die Frage des Raummangels für Regierung und Ministerien. Drei Alternativen wurden diskutiert:
1. – Das Parliament House zu erweitern und auszubauen,
2. – alles abzureißen und neu zu bauen oder
3. – ein neues Gebäude neben dem Parliament House zu errichten.

Man beauftragte 1964 den schottischen Architekten Sir Basil Spence Lösungsvorschläge zu erarbeiten. Spence entschied sich dafür das Parliament House in seiner Form zu bewahren und vorzuschlagen nebenan ein neues kreisrundes Gebäude zu errichten. Seine Entwürfe waren für einige Parlamentarier seinerzeit ein Schock und wurden kontrovers diskutiert. Positionen gingen von totaler Ablehnung bis hin zur Idealisierung als zukünftiger „nationaler Stolz des Landes“. Doch schließlich bekam Spences Designentwurf die Unterstützung des Parlamentes und er den Auftrag mit der Ausgestaltung des Gebäudes.
Das Beehive wurde in mehreren Abschnitten errichtet. 1970 startete man mit dem Bau des Kellergeschosses, in dem unter anderem das Krisenmanagementzentrum und ein Parkhaus untergebracht wurden. Danach folgte der konisch verlaufende Turm, von dem über den Jahreswechsel 1975/76 die ersten drei Geschosse fertiggestellt werden konnten, zeitig genug, dass Queen Elisabeth II. im Februar 1977 eine Erinnerungstafel in der Eingangshalle einweihen konnte. Im Mai 1977 gab Prime Minister Robert Muldoon die Freigabe für den Weiterbau, so dass im September 1979 die neuseeländische Regierung auch die oberen Geschosse endlich nutzen konnte. 1981 erfolgte noch eine Erweiterung zur Museum Street hin.
Im Jahr 2000 wurden umfangreiche Umbauarbeiten innerhalb des Gebäudes Stockwerk für Stockwerk vorgenommen, die einerseits das Innendesign und anderseits die Sicherheitseinrichtungen betraf.